# ブラスフェミー
ブラスフェミー（Blasphemy）は、カナダのブラックメタル/デスメタルバンド。1984年結成。

## 略歴
1984年に結成。結成から5年が経過した1989年に1stデモ『Blood Upon the Altar』をリリース。1990年、1stアルバム『Fallen Angel of Doom』をWild Rags Recordsからリリースした。このアルバムについて、Nocturnal Grave Desecrator and Black Windsは後年、レーベルは約束した金額を払わなかったと主張している。
1993年、2ndアルバム『Gods of War』をオスモス・プロダクションからリリース。"Fuck Christ Tour"と題したツアーでイモータルとロッティング・クライストとともにヨーロッパを回る。同年中に解散する。
1999年に再結成。2001年のライヴを録音したヨースケ・コニシがその音源をリリースするためにNuclear War Now! Productionsを立ち上げ、ライヴアルバム『Live Ritual – Friday the 13th』を2002年にリリースしている。
現在でもライヴ活動を行っているが、再結成後はスタジオ・アルバムのリリースは行っていない。

## メンバー
- Nocturnal Grave Desecrator and Black Winds (Vo,Ba)
- 3 Black Hearts of Damnation and Impurity  (Ds)
- Caller of the Storms (Gt）
- DeathLörd of Abomination & War Apocalypse (Gt）

## 音楽性
彼らの楽曲"War Command"はベヘリットによってカバーされている。"Winds of the Black Gods"はダークスローンのFenrizがオールドスクール・ブラックメタルだけを集めたコンピレーションアルバム"Fenriz Presents... The Best of Old-School Black Metal"のオープニングを飾っている。
彼らのグラインドコアに影響を受けたブラックメタルのスタイルは後にウォー・ブラックメタルと呼ばれるスタイルのバンドに大きく影響を与えた。

## ディスコグラフィー

### アルバム
- 1990年　Fallen Angel of Doom
- 1993年　Gods of War

### デモ
- 1989年　Blood Upon the Altar
- 2001年　Die Hard Rehearsal

### ライブアルバム
- 2002年　Live Ritual – Friday the 13th